# Rursee-Marathon
Der Rursee-Marathon ist ein Marathon im Simmerather Ortsteil Einruhr, der seit 1997 am ersten Sonntag im November stattfindet und vom Rursee-Marathon e. V. veranstaltet wird. Er ist nach dem Monschau-Marathon der zweitgrößte Marathon in der Eifel. Zum Programm gehören auch ein 16,5-km-Lauf (seit 2004) und ein 5-km-Lauf am Vortag.

## Organisation
Die profilierte Rundstrecke, die teilweise durch den Nationalpark Eifel führt, beginnt in Einruhr am Südende des zur Rurtalsperre gehörenden Obersees und umrundet den Rurstausee entgegen dem Uhrzeigersinn. Bei km 7 wird die Urfttalsperre erreicht. Nun geht es am Rande des Kermeters zum Paulushofdamm (wo die Läufer der 16,5-km-Strecke aufs andere Ufer wechseln und sich von dort direkt zum Ziel begeben) und weiter zur Staumauer, die bei km 19 überquert wird. Immer weiter am Ufer des Rursees entlang passiert man die Halbinsel Eschauel, die Ortschaften Woffelsbach und Rurberg und vier Kilometer vor dem Ziel den Eiserbachdamm.
2005 konnte durch die Einbeziehung des in diesem Jahre aufgegebenen Truppenübungsplatzes Vogelsang die landschaftliche Attraktivität der Strecke weiter gesteigert werden.
Wendelin Lauxen lief 2012 den Rursee-Marathon als Teil seines Weltrekordes für die Schnellste Zeit einen Marathon auf jedem Kontinent zu absolvieren.
Im Jahr 2016 wurde anlässlich des zwanzigsten Jubiläums des Marathons zusätzlich ein Ultra-Lauf über 52 km angeboten. Die Marathon-Strecke wurde dazu um eine Schleife durch den Nationalpark Eifel erweitert.

## Statistik

### Streckenrekorde
Marathon
- Männer: 2:35:51, Guido Hermes (GER), 2006
- Frauen: 3:00:44, Steffi Jansen (GER), 2022

16,5 km
- Männer: 0:54:20, Yannick Reihs (GER), 2022
- Frauen: 1:04:37, Sonja Vernikov (GER), 2022

### Siegerliste Marathon
| Jahr | Männer                                         | Zeit (h)                                       | Frauen                                         | Zeit (h)                                       |
| ---- | ---------------------------------------------- | ---------------------------------------------- | ---------------------------------------------- | ---------------------------------------------- |
| 2024 | Fabian Rahn -2-                                | 2:40:39                                        | Katrin Esefeld -9-                             | 3:15:33                                        |
| 2023 | Fabian Rahn                                    | 2:48:38                                        | Katrin Esefeld -8-                             | 3:16:21                                        |
| 2022 | Xavier Schneider                               | 2:51:06                                        | Steffi Jansen                                  | 3:00:43                                        |
| 2021 | Markus Mey -4-                                 | 2:57:06                                        | Katrin Esefeld -7-                             | 3:18:09                                        |
| 2020 | - ausgefallen aufgrund der COVID-19-Pandemie - | - ausgefallen aufgrund der COVID-19-Pandemie - | - ausgefallen aufgrund der COVID-19-Pandemie - | - ausgefallen aufgrund der COVID-19-Pandemie - |
| 2019 | Markus Mey -3-                                 | 2:50:50                                        | Katrin Esefeld -6-                             | 3:14:15                                        |
| 2018 | Markus Mey -2-                                 | 2:51:19                                        | Katrin Esefeld -5-                             | 3:16:22                                        |
| 2017 | Markus Mey                                     | 2:49:24,46                                     | Katrin Esefeld -4-                             | 3:06:58,14                                     |
| 2016 | Andreas Probst -2-                             | 2:40:44.38                                     | Katrin Esefeld -3-                             | 3:14:40.16                                     |
| 2015 | Markus Werker -2-                              | 2:44:35.06                                     | Katrin Esefeld -2-                             | 3:03:53.28                                     |
| 2014 | Mats Gedin                                     | 2:48:49.63                                     | Katrin Esefeld                                 | 3:09:05.88                                     |
| 2013 | Markus Breuer                                  | 2:57:32.22                                     | Annette Frings                                 | 3:32:44.59                                     |
| 2012 | Markus Werker                                  | 2:39:31.66                                     | Annette Geiken -2-                             | 3:23:26.14                                     |
| 2011 | Andreas Probst                                 | 2:43:47.7                                      | Eva Offermann -2-                              | 3:33:13.7                                      |
| 2010 | Sebastian Meurer                               | 2:47:02.8                                      | Eva Offermann                                  | 3:21:46.2                                      |
| 2009 | Jürgen Austin-Kerl                             | 2:40:14                                        | Sabine Lakomy                                  | 3:25:14                                        |
| 2008 | Raymond Lotz                                   | 2:44:26                                        | Svenja Jütte                                   | 3:23:33                                        |
| 2007 | Guido Hermes                                   | 2:35:51                                        | Agnieszka Sokolowska                           | 3:26:55                                        |
| 2006 | Alain Wolf                                     | 2:40:11                                        | Annette Geiken                                 | 3:15:54                                        |
| 2005 | Martin Lohbreyer                               | 2:36:07                                        | Claudia Schwan                                 | 3:24:34                                        |
| 2004 | Rainer Billig -2-                              | 2:35:56                                        | Petra Knops                                    | 3:11:58                                        |
| 2003 | Rainer Billig                                  | 2:36:20                                        | Marion Braun -2-                               | 3:16:10                                        |
| 2002 | Helmut Peters -3-                              | 2:37:49                                        | Marion Braun                                   | 3:16:43                                        |
| 2001 | Helmut Peters -2-                              | 2:40:50                                        | Tanja Pesch                                    | 3:19:42                                        |
| 2000 | Jörg Achten -2-                                | 2:40:46                                        | Sabine Weiß                                    | 3:35:27                                        |
| 1999 | Helmut Peters                                  | 2:50:02                                        | Birgit Lennartz -3-                            | 3:20:31                                        |
| 1998 | Jörg Achten                                    | 2:43:15                                        | Birgit Lennartz -2-                            | 3:06:50                                        |
| 1997 | Burkhard Lennartz                              | 2:44:10                                        | Birgit Lennartz                                | 3:08:00                                        |

### Entwicklung der Marathon-Finisher-Zahlen
Läufer im Ziel; Hervorhebungen: Rekordzahlen
| Jahr | Läufer im Ziel | Läufer im Ziel | Läufer im Ziel | Anteil | Anteil |
|      | Gesamtzahl     | Männer         | Frauen         | Männer | Frauen |
| ---- | -------------- | -------------- | -------------- | ------ | ------ |
| 2017 | 327            | 254            | 73             | 77,6 % | 22,3 % |
| 2016 | 308            | 242            | 66             | 78,6 % | 21,4 % |
| 2015 | 416            | 339            | 77             | 81,4 % | 18,5 % |
| 2014 | 389            | 338            | 51             | 86,9 % | 13,1 % |
| 2013 | 345            | 292            | 53             | 84,6 % | 15,4 % |
| 2012 | 370            | 311            | 59             | 84,1 % | 15,9 % |
| 2011 | 363            | 311            | 52             | 85,6 % | 14,3 % |
| 2010 | 416            | 353            | 63             | 84,9 % | 15,1 % |
| 2009 | 471            | 403            | 68             | 85,5 % | 14,5 % |
| 2008 | 465            | 394            | 71             | 84,7 % | 15,3 % |
| 2007 | 423            | 357            | 66             | 84,3 % | 15,7 % |
| 2006 | 469            | 408            | 61             | 86,9 % | 13,1 % |
| 2005 | 462            | 404            | 58             | 87,4 % | 12,6 % |
| 2004 | 497            | 443            | 54             | 89,1 % | 10,9 % |
| 2003 | 370            | 326            | 44             | 88,1 % | 11,9 % |
| 2002 | 362            | 314            | 48             | 86,7 % | 13,3 % |
| 2001 | 400            | 346            | 54             | 86,5 % | 13,5 % |
| 2000 | 347            | 288            | 39             | 82,9 % | 17,1 % |
| 1999 | 285            | 253            | 32             | 88,7 % | 11,3 % |

### Siegerliste 16,5 km
| Jahr | Männer                                         | Zeit                                           | Frauen                                         | Zeit                                           |
| ---- | ---------------------------------------------- | ---------------------------------------------- | ---------------------------------------------- | ---------------------------------------------- |
| 2024 | Timo Küpper -2-                                | 0:57:21                                        | Laura Laermann                                 | 1:09:39                                        |
| 2023 | Ralf Ulmer                                     | 0:56:54                                        | Sonja Vernikov -3-                             | 1:09:22                                        |
| 2022 | Yannick Reihs                                  | 0:54:20                                        | Sonja Vernikov -2-                             | 1:04:37                                        |
| 2021 | Julien Jeandrée                                | 0:57:50                                        | Sonja Vernikov                                 | 1:06:26                                        |
| 2020 | - ausgefallen aufgrund der COVID-19-Pandemie - | - ausgefallen aufgrund der COVID-19-Pandemie - | - ausgefallen aufgrund der COVID-19-Pandemie - | - ausgefallen aufgrund der COVID-19-Pandemie - |
| 2019 | Timo Küpper                                    | 0:59:37                                        | Elisa Milz                                     | 1:13:39                                        |
| 2017 | Martin Heuschen                                | 0:55:45,00                                     | Gaby Andres -2-                                | 1:08:07,32                                     |
| 2016 | Pieter Verschoren                              | 0:58:08.56                                     | Kristina Ziemons -7-                           | 1:05:49.41                                     |
| 2015 | Wesley de Kerpel                               | 0:56:33.75                                     | Kristina Ziemons -6-                           | 1:06:26.92                                     |
| 2014 | Christian Niessen -2-                          | 0:58:17.35                                     | Claudia Leschnik                               | 1:06:41.42                                     |
| 2013 | Christian Niessen                              | 0:59:34.81                                     | Kristina Ziemons -5-                           | 1:06:32.81                                     |
| 2012 | Jérôme Hilger-Schütz -3-                       | 0:58:12.49                                     | Kristina Ziemons -4-                           | 1:06:45.05                                     |
| 2011 | Jérôme Hilger-Schütz -2-                       | 0:56:30.8                                      | Kristina Ziemons -3-                           | 1:08:10.6                                      |
| 2010 | Fahd Mellouk                                   | 0:56:41.6                                      | Gaby Andres                                    | 1:10:01.6                                      |
| 2009 | El Houssaine Douabi                            | 0:58:58                                        | Kristina Ziemons -2-                           | 1:11:54                                        |
| 2008 | Stefan Klewenhagen                             | 0:58:41                                        | Florence Kostrzewa                             | 1:11:05                                        |
| 2007 | Alain Wolf                                     | 0:56:43                                        | Kristina Ziemons                               | 1:11:34                                        |
| 2006 | André Collet                                   | 0:59:57                                        | Sandra Thiele                                  | 1:09:52                                        |
| 2005 | Jérôme Hilger-Schütz                           | 0:57:56                                        | Astrid Schmitz                                 | 1:06:48                                        |
| 2004 | Marcel Recker                                  | 0:56:18                                        | Marie-Luise Maschmeier                         | 1:09:45                                        |

### Siegerliste 52 km
| Jahr | Männer                                         | Zeit                                           | Frauen                                         | Zeit                                           |
| ---- | ---------------------------------------------- | ---------------------------------------------- | ---------------------------------------------- | ---------------------------------------------- |
| 2024 | Dominik Welzel                                 | 3:39:21                                        | Esmée Dijk                                     | 4:48:13                                        |
| 2022 | Christoph Knobelspies                          | 4:00:08                                        | Rebecca Lenger -2-                             | 4:29:51                                        |
| 2020 | - ausgefallen aufgrund der COVID-19-Pandemie - | - ausgefallen aufgrund der COVID-19-Pandemie - | - ausgefallen aufgrund der COVID-19-Pandemie - | - ausgefallen aufgrund der COVID-19-Pandemie - |
| 2019 | Wouter Decock                                  | 3:45.54                                        | Rebecca Lenger                                 | 4:27:15                                        |
| 2016 | Markus Mey                                     | 3:46.49                                        | Gaby Andres                                    | 4:15.43                                        |